# Juan Carlos Martín del Campo
Juan Carlos Martín del Campo (Ciudad de México, 4 de julio de 1976) estudió literatura latinoamericana en la Universidad Iberoamericana y actuación en la Casa del Teatro, y participó en el grupo de teatro de la universidad por cuatro años consecutivos. Trabajó para Televisa en la telenovela El juego de la vida, en el papel de Andrés Miranda. En el 2006 deja Televisa y se integra a las filas de TV Azteca, en la telenovela Campeones, interpretando a José José, y Ángel, donde representó a Jorge Tijerina.
En el 2009 trabaja en la telenovela Pobre diabla, interpretando al carismático Agustín, además de múltiples programas unitarios en dichas televisoras. En cine, destacan: El tigre de Santa Julia, Así del precipicio, Volverte a ver, 2033 Villaparaíso y Sin ella, entre otras.
En teatro ha desempeñado variedad de papeles, en los que destacan las obras: El Retablo del Flautista dirigido por Javier Villegas, Mil Amorosos Lazos, AutoSacramental de la Locura, Por Amor al Arte dirigido por Antonio Serrano, Domingo en el parque con George, La última Navidad dirigido por Fernanda Rivero. Recientemente ha participado en las series "Los Minondo" (dirigido por Carlos Bolado), Bienes Raíces y XY, así como una próxima película para los estudios Disney dirigido por Patricia Arriaga. También tuvo una participación especial en la serie de HBO "Capadocia". Su más reciente trabajo fue presentado en el Polyforum Siqueiros de la Ciudad de México: la obra "Ultimátum", en el rol de Pablo, bajo la dirección de Luis Koellar. En octubre de 2011 estrenó la obra Sexos bajo la dirección de Pep Antón, así como las películas "Perdido por Antonia" y "Bacalar". 
Recién estrenó en México la telenovela Dulce Amargo (Cadena 3 y Televen) en el papel de Juan Ángel Custodio, melodrama que ha roto records de audiencia en Venezuela. En 2014 vuelve a colaborar para la cadena Telemundo en la serie Señora Acero en el papel del agente Rufino Valdez, donde interpreta un papel más maduro y de corte pragmático demostrando su versatilidad nuevamente. Durante su participación en Teatro en Corto ha sido nominado a mejor actor en sus dos participaciones. In terpretó al agente Rufino Valdés en la serie Señora Acero para Telemundo.
Participa en la serie “Tres familias” en TV Azteca e interpretó al tierno, simpático y endeble “Emory” en la puesta teatral: “Los Chicos de la Banda” logrando reconocimiento de la crítica especializada.

## Telenovelas
- Un día para vivir (2022) — Rodrigo Alarcón #2[1]
- 3 familias (2017)
- Señora Acero (2014) — Rufino Valdés
- Dulce amargo (2012) — Juan Ángel Custodio
- Quererte así (2012) — Boris
- Pobre diabla (2009-2010) — Agustín
- Ángel, las alas del amor (2006-2007) — Jorge
- Campeones de la vida (2006) — José José
- Los Plateados (2005) - Manuel Campusano
- El juego de la vida (2001) — Andrés

## Cine
- El Tigre de Santa Julia
- Génesis:19
- Bacalar
- Volverte a ver
- Sin ella
- Beverly Hills Chihuahua

## Series
- Capadocia
- Los Minondo
- Bienes raíces
- Estado de gracia
- XY